# 沈秱
沈秱（？—1609年），字時秀，號觀頤，浙江湖州府歸安縣馬要里人，民籍，明朝政治人物。

## 生平
嘉靖三十七年（1558年）戊午科浙江鄉試第二十二名舉人。嘉靖三十八年（1559年）中式己未科會試第一百三十二名，三甲第九十名進士。授山東壽光縣知縣，升南礼部主事，轉南吏部，辞官归。久之，復除南礼部，萬曆二十年九月由南京禮部郎中升南京光禄寺少卿，二十一年七月升應天府府丞，二十二年十一月升右佥都御史、福建巡撫，在任三月，被弹劾離職歸鄉。著有《觀頤集》二十卷。

## 家族
曾祖沈操；祖父沈珍；父沈霽。前母嚴氏；母凌氏。慈侍下，兄科。弟秩、穆。